# Noah Bastian
Noah Dale Bastian (San José, California, 26 de agosto de 1979) es un actor y cantante estadounidense, conocido por haber sido miembro de la boy band ficticia 2gether, en la que hacía el papel de Chad Linus.
Bastian nació en San José, California. Sus apariciones en televisión incluyen papeles como invitado en Maybe It's Me, Everwood y JAG. Su primera participación en una película fue en una película de Disney, Johnny Tsunami, y su última, Ice Spiders, que se estrenó en Syfy el 9 de junio de 2007. Noah también apareció en la película independiente The Adventures of Food Boy.
Bastian participó en un documental sobre sus luchas con la adicción a las drogas. El documental, dirigido por su hermano Tyler, no logró obtener financiación a través de su campaña Kickstarter de 2013.

## Filmografía

### Películas
| Año  | Título                     | Papel   | Notas |
| ---- | -------------------------- | ------- | ----- |
| 2006 | Unaccompanied Minors       | Viajero |       |
| 2008 | The Adventures of Food Boy | Garrett |       |

### Televisión
| Año       | Título              | Papel        | Notas                                                |
| --------- | ------------------- | ------------ | ---------------------------------------------------- |
| 1999      | Johnny Tsunami      | Aaron        | Película de televisión                               |
| 2000      | 2gether             | Chad Linus   | Película de televisión                               |
| 2000      | Making the Video    | Chad Linus   | Episodio: "2gether: The Hardest Part of Breaking Up" |
| 2000-2001 | 2gether: The Series | Chad Linus   | 20 episodios                                         |
| 2001-2002 | Maybe It's Me       | Ben          | 6 episodios                                          |
| 2002      | JAG                 | Ermett Brant | 1 episodio                                           |
| 2004      | Everwood            | Chico        | 1 episodio                                           |
| 2007      | Ice Spiders         | Chad Brown   | Película de televisión                               |